# Palimanan Timur
Palimanan Timur is een bestuurslaag in het regentschap Cirebon van de provincie West-Java, Indonesië. Palimanan Timur telt 5969 inwoners (volkstelling 2010).